# Алан Снодді
Алан Снодді (англ. Alan Snoddy, нар. 29 березня 1955) — північноірландський футбольний арбітр, відомий тим, що провів два матчі на чемпіонатах світу: один у 1986 році та один у 1990 році. На чемпіонаті світу 1986 року Снодді судив матч між Марокко та Португалією в Гвадалахарі, який закінчився перемогою Марокко 3:1. На чемпіонаті світу 1990 року Снодді відсудив гру між Колумбією та Західною Німеччиною, яка закінчилася внічию 1:1 на «Сан-Сіро» в Мілані .
По завершені кар'єри Снодді працював із суддями в Ірландській футбольній асоціації, залишивши свою посаду у 2014 році, хоча залишився працювати спостерігачем арбітрів як у Ірландській футбольній асоціації (IFA), так і в УЄФА .